# Johanna Courtmans-Berchmans
Johanna-Desideria Berchmans (Oudegem 6 september 1811 – Maldegem 22 september 1890), steeds publicerend onder de namen Johanna Courtmans-Berchmans of Vrouwe Courtmans, geb. Berchmans was een Belgische schrijfster van poëzie, toneel, en vooral van sociaal bewogen novellen en romans. Zij was onderwijzeres, schooldirectrice en een maatschappelijk geëngageerd schrijfster, een van de belangrijkste vrouwelijke auteurs in Vlaanderen tijdens de 19e eeuw.

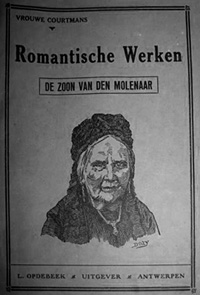
De zoon van den molenaar (1864)

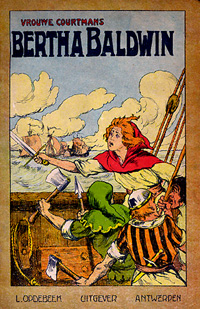
Bertha Baldwin (1871)

## Biografie
De vader van Johanna Berchmans was tegelijk burgemeester van Mespelare, herbergier en onderwijzer. Zij liep school in het Frans, in een kostschool in Wallonië.
In 1827, ze was toen zestien, trad ze in dienst in Baasrode bij verschillende burgergezinnen. Deze ervaring was bron van inspiratie voor Griselda (1864) waarin het hoofdpersonage bij verschillende Gentse kleinburgerlijke families dient, wat de gelegenheid biedt deze milieus nauwkeurig te schetsen.
Tussen 1835 en 1844 woonde ze in Gent, onder andere in de Gelukstraat bij kantwerkster Colette Tanghe. Ze leerde er Jan-Baptist Courtmans kennen, met wie ze trouwde. Hij leerde haar Nederlands en bracht haar in contact met Gentse literatoren: Prudens van Duyse, Frans Rens, Ferdinand Snellaert, Jan Frans Willems, etc. Hun invloed op haar kwam duidelijk tot uiting in de vele historische verhalen en romans die ze schreef, meer bepaald ook in Bertha Baldwin (1871), over de 14e-eeuwse strijd van de 'Kerels van Vlaanderen' tegen de Fransen, waarbij ze de ambitie had een vrouwelijke tegenhanger neer te zetten van Conscience's Leeuw van Vlaanderen.
Een eerste gedichtje van haar verscheen, op aansporen van Prudens Van Duyse in het Nederduitsch Letterkundig Jaarboekje

## Jan-Baptist Courtmans
Jan-Baptist Courtmans (Berlare 11 april 1811 - Lier 2 juni 1856) met wie Johanna Berchmans in 1836 trouwde, was vanaf 1833 onderwijzer in een Gentse stadsschool. Hij werd secretaris van de Maatschappij De Tael is gansch het Volk die hij mee in Gent hielp oprichten.
In 1843 maakte hij promotie en werd leraar Nederlands aan de Rijksnormaalschool in Lier. Hij was de auteur van een aantal leer- en leesboeken die betere kennis van het Nederlands bij de jeugd wilden bevorderen.
Hij overleed aan een slepende ziekte.

## Onderwijs
Na de vroege dood van haar echtgenoot bleef de weduwe achter met acht jonge kinderen. Ze vestigde zich in Maldegem en opende er een vrije kostschool die later de gemeenteschool werd. De onderwijswetten in 1879 van minister Van Humbeeck waren voordelig voor het officieel en gemeentelijk onderwijs. Courtmans leidde een school die bloeide en haar drie dochters, een schoondochter en een schoonzoon gaven er les.
De katholieke onderwijswetten van 1884 die een reactie waren op die van 1879 en het gevolg van een lange schoolstrijd, hadden echter negatieve gevolgen voor scholen uit het officiële net, inbegrepen die van Courtmans. De gemeenteschool werd gesloten, bij gebrek aan leerlingen.
Tijdens de schoolstrijd mengde ze zich in de polemieken en verdedigde ze de gemeentescholen. Ze bekritiseerde de kantscholen die ze beschouwde als kweekscholen voor onderbetaalde kinderarbeid, met onvoldoende aandacht voor algemene vakken als lezen, rekenen, aardrijkskunde en geschiedenis.

## Schrijven
Pas toen ze weduwe was geworden kwam haar literaire productie goed op gang. Haar basisinspiratie vond ze voortaan minder bij historische figuren en gebeurtenissen, maar in het plattelandsleven, de schoolstrijd en de verfransing.
De onderwijservaring vormde een inspiratiebron voor de romans van Courtmans. In 1862 - een kwarteeuw voor de Sophie van Virginie Loveling, schreef ze De gemeente-onderwijzer, een roman over het volksonderwijs in Vlaanderen. Ze pleitte hierin voor de invoering van verplicht gratis lager onderwijs in de volkstaal.
Het boek bezorgde haar erkenning als maatschappijkritisch en progressistisch auteur, niet enkel in Vlaanderen, maar ook in Nederland en Franstalig België. Verschillende van haar volgende romans hadden eveneens het onderwijs als thema. In 1865 publiceerde ze De hut van tante Clara die een aanklacht inhield op de (meestal katholieke) kantscholen voor arme meisjes. In Rozeken Pot, die verscheen in volle schoolstrijd in 1879, verwerkte ze een pleidooi voor het gemeentelijk onderwijs.
In volgende romans behandelde ze ook nog andere maatschappelijk gevoelige thema's die ze bekeek van uit een liberale en optmistische bril. Ze viel in haar romans herhaaldelijk de clerus aan, omwille van de schoolstrijd en de verfransing in de katholieke scholen.
In haar vaak moraliserende werken schetste Berchmans de levensomstandigheden van de gewone werklieden waarbij het buitenleven steevast werd verheerlijkt. In Het geschenk van den jager beschreef ze het leven van Gentse fabrieksarbeiders in de armtierige buurt van de Muide. Bittere armoede dreef hen naar het pandjeshuis, de intresten duwden hen nog dieper in de put, alleen orde en spaarzaamheid konden redding brengen. De arbeiders van het platteland werden hierbij tot voorbeeld gesteld, want in de meeste landelijke dorpen vond men niet eens pandjeshuizen.
Een van haar kleindochters, Maria Verstrynghe, dochter van het onderwijzersechtpaar M. Verstrynghe-Courtmans, was getrouwd met Edward Peeters, beter bekend onder zijn schrijversnaam Paul Kiroul.

## Eerbetoon
- In 1865 ontving ze de Vijfjaarlijkse Staatsprijs voor Nederlandse Letterkunde, voor haar roman Het geschenk van den jager.
- In 1883 ontving ze het ridderkruis in de Leopoldsorde.
- In 1892 gaf architect Jacob Semey haar naam aan een huis langs de Vlaamse Kaai in Gent en plaatste haar borstbeeld in een gevelnis.
- Het scholencomplex in Maldegem (kleuterafdeling, basisschool en atheneum) dat op de plek staat van haar vroegere school, draagt haar naam.
- De scholen liggen aan de Mevrouw Courtmanslaan.
- In 1961 werd voor haar in Maldegem een standbeeld opgericht.
- Ook in Antwerpen en in Oudegem (Dendermonde) is er een 'Mevrouw Courtmansstraat'